# 산타크루스주 (아르헨티나)

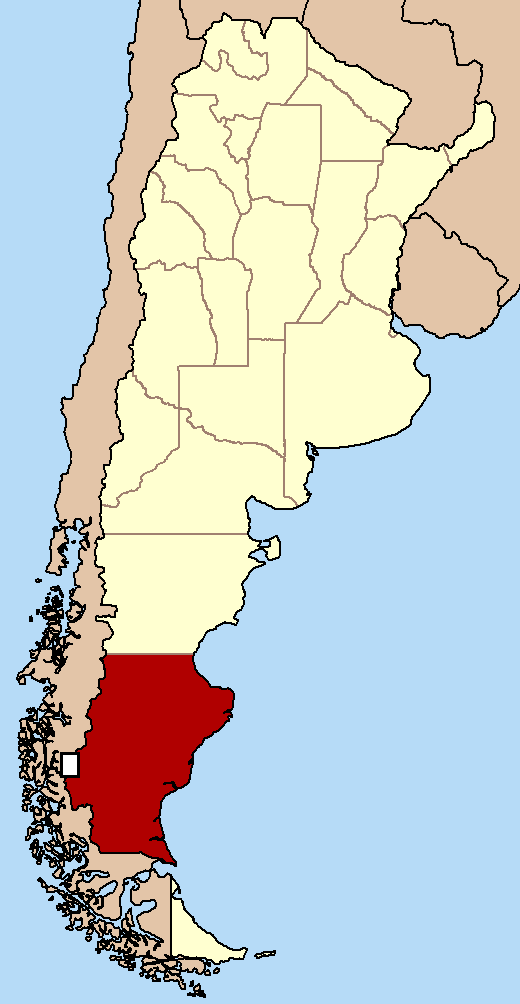
산타크루스 주

산타크루스주(Provincia de Santa Cruz)는 아르헨티나의 주로, 아르헨티나 남부에 자리잡은 파타고니아의 일부분이다. 북쪽에는 추부트주와 접하며, 서쪽과 남쪽으로 칠레와 만난다. 동쪽에는 대서양이 있다. 아르헨티나에서 부에노스아이레스주 다음으로 큰 주이며, 아르헨티나 본토에서 가장 인구 밀도가 낮은 지역이다. 7개 군을 관할한다.

주기
주 문장